# The Dead Pit
The Dead Pit (titlu original: The Dead Pit) este un film american de groază slasher cu zombi din 1989 regizat de Brett Leonard (debut regizoral). Rolurile principale au fost interpretate de actorii Jeremy Slate, Cheryl Lawson și Danny Gochnauer.

## Prezentare
Cheryl Lawson joacă rolul unui pacient cu tulburări psihice care trebuie să învingă un criminal în serie mort viu care a lucrat anterior la azil, interpretat de Danny Gochnauer.

## Distribuție
- Jeremy Slate - Dr. Gerald Swan
- Cheryl Lawson - Jane Doe
- Stephen Gregory Foster - Christian Meyers
- Danny Gochnauer - Dr. Ramzi

## Producție
Filmările au avut loc la Agnew's Development Center din Santa Clara, California. Scriitorul Ken Kesey a folosit anterior zona ca decor pentru romanul său ecranizat Zbor deasupra unui cuib de cuci.

## Lansare
Premiera în Statele Unite a avut loc în octombrie 1989.
Pe casete VHS a fost lansat prima dată în SUA de Imperial Entertainment, iar compania Code Red DVD a lansat filmul pe DVD pe 17 iunie 2008.

## Primire
Fangoria a inclus filmul în lista cu „101 cele mai bune filme de groază pe care nu le-ați văzut niciodată”. Cu timpul a devenit un film idol.